# Aprionus paludosus
Aprionus paludosus är en tvåvingeart som beskrevs av Jaschhof och Boris Mamaev 1997. Aprionus paludosus ingår i släktet Aprionus och familjen gallmyggor. Inga underarter finns listade i Catalogue of Life.